# Никитюк, Владимир Всеволодович
Влади́мир Все́володович Никитю́к (род. 27 июля 1956) — советский украинский бегун-марафонец. Выступал на всесоюзном уровне в 1980-х годах, чемпион СССР, победитель первенств всесоюзного и республиканского значения, участник ряда крупных международных стартов в составе советской сборной. Представлял Киев и Вооружённые силы.

## Биография
Владимир Никитюк родился 27 июля 1956 года. Занимался лёгкой атлетикой в Киеве, выступал за Украинскую ССР и Советскую Армию.
Впервые заявил о себе в сезоне 1981 года, когда на домашних соревнованиях в Киеве занял четвёртое место в беге на 3000 метров с препятствиями, установив при этом свой личный рекорд — 8:38.6.
В 1982 и 1983 годах на марафонах в Ужгороде финишировал третьим и шестым соответственно.
В 1984 году на чемпионате СССР по марафону в Баку с результатом 2:13:36 превзошёл всех соперников и завоевал золотую награду. Как чемпион страны рассматривался в качестве кандидата на участие в летних Олимпийских играх в Лос-Анджелесе, однако Советский Союз вместе с несколькими другими странами восточного блока бойкотировал эти соревнования по политическим причинам. Вместо этого Никитюк выступил на альтернативном турнире «Дружба-84» в Москве — в программе марафона показал время 2:18:30, расположившись в итоговом протоколе соревнований на девятой строке. Также в этом сезоне отметился выступлением на Фукуокском марафоне, где с результатом 2:16:33	занял 21-е место.
На чемпионате СССР по марафону 1985 года в Могилёве установил личный рекорд 2:12:25 и выиграл серебряную медаль, уступив на финише только россиянину Петру Салтыкову.
В 1986 и 1988 годах на марафонах в Ужгороде занимал 4-е и 24-е места соответственно. Бежал марафон на впервые проводившихся Играх доброй воли в Москве — пришёл к финишу 21-м.
В 1989 году показал 25-й результат на чемпионате СССР по марафону в Белой Церкви и 16-й результат на Кошицком международном марафоне мира.
В апреле 1990 года с результатом 2:18:38 закрыл двадцатку сильнейших на чемпионате СССР по марафону в Калининграде.